# 帕氏倒棘牛尾魚
帕氏倒棘牛尾魚（学名：Rogadius patriciae），又名派氏倒棘鯒，为牛尾魚科的鱼类。分布于西澳大利亞、琉球群島以及南台湾等。该物种的模式产地在西澳大利亚。，屬底棲性魚類，棲息深度在水深14至100公尺，本魚眶下的脊生長著許多細鋸齒。背鰭鰭條通常12枚；臀鰭棘條通常11枚，虹膜垂部分成兩葉。尾鰭沿著上緣與2或3細長的黑色下面的橫帶白色的有一些黑色斑塊，體長可達27公分。屬肉食性，以魚類及甲殼類等為食，可做為食用魚。